# 94. pehotni polk (Italija)
94. pehotni polk Messina (izvirno italijansko 94º Reggimento fanteria) je bil pehotni polk Kraljeve italijanske kopenske vojske.

## Zgodovina
Med prvo svetovno vojno je bil polk aktiven na soški fronti ter med drugo svetovno vojno je bil nastanjen v Jugoslaviji.